# Vlag van de West-Europese Unie

Vlag van de West-Europese Unie

De vlag van de West-Europese Unie was de officiële vlag van de West-Europese Unie. Hij bestaat uit een donkerblauwe achtergrond met daarop tien gele vijfhoekige sterren in een halve cirkel die aan de bovenkant open is. De afkorting van de organisatie in het Engels "WEU" en Frans "UEO" stond kruislings in het midden. Hoewel dit de vlag van een militaire organisatie was, werd hij zelden gebruikt in militaire situaties.

## Beschrijving
De vlag was donkerblauw met een open halve cirkel van tien vijfhoekige gele sterren met de witte letters WEU horizontaal en UEO verticaal boven het midden en het gedeelde gebruik van de letter E.
De blauwe kleur van de vlag en de gele sterren werden geleend van de Europese vlag, maar het aantal sterren kwam overeen met het aantal WEU-lidstaten.

## Gebruik
De vlag werd zelden gebruikt omdat het werk van de organisatie grotendeels stil lag voordat de activiteiten werden overgenomen door het Gemeenschappelijk veiligheids- en defensiebeleid van de Europese Unie. Hij werd één keer gebruikt aan boord van een oorlogsschip van de United States Navy, de USS John Rodgers, dat diende als vlaggenschip van een Italiaanse generaal (met een WEU-bemanning) om hulpoperaties in Bosnië en Herzegovina te coördineren. Er werden varianten van de vlag gebruikt bij vergaderingen en andere officiële gelegenheden. Het WEU-verdrag werd opgezegd, dus het werk van de organisatie werd in juni 2011 beëindigd en er is geen verder gebruik van de vlag te verwachten.

## Vorige ontwerpen
De laatste versie van de vlag werd gebruikt van 1993 tot 2011. Daarvoor was er een vlag met negen sterren, die werd gebruikt tot de toetreding van Griekenland. Op deze vlag waren de sterren naar de basis toe steeds groter dan aan de rand. Dit ontwerp verving een oudere versie die al sinds de oprichting van de WEU werd gebruikt. Deze vlag was ook donkerblauw, maar in plaats van sterren had hij een ononderbroken ketting in de vorm van een omgekeerde vijfhoek die vijf schakels vormde. Er was een veelkleurige rand (rood aan de buitenkant, goud, zwart en wit aan de binnenkant), die was ontleend aan de vlagkleuren van de WEU-lidstaten in die tijd.

? Vlag van de Vergadering van de West-Europese Unie.
? Reconstructie van de zelden gebruikte versie uit 1949.
? Het ontwerp werd tot 1993 gebruikt met negen sterren.